# Molini (Fraconalto)
Molini è una frazione del comune di Fraconalto, in provincia di Alessandria. Si trova in val Lemme sulla strada provinciale 160 che porta al passo della Bocchetta (776 m).

## Storia
Centro nato quasi sicuramente come castelliere della Repubblica di Genova lungo la via Postumia anteriore che collegava al passo della Bocchetta, la frazione seguì le sorti della Repubblica di Genova e poi della Liguria fino al 1859, quando con il decreto Rattazzi passò con l'intera provincia di Novi dalla Liguria al Piemonte alla provincia di Alessandria.